# Hantay
Hantay é uma comuna francesa na região administrativa de Altos da França, no departamento do Norte. Estende-se por uma área de 2.09 km². Em 2010 a comuna tinha 1 304 habitantes (densidade: 623,9 hab./km²).